# یژچکی
یژچکی (به لاتین: Jeżyczki) یک روستا در لهستان است که در گمینا داروووو واقع شده‌است. یژچکی ۳۳۰ نفر جمعیت دارد.